# Péter Apor
Péter Apor de Altorja (1676-1752) est un comte (főispán) et un historien hongrois. Il appartient la famille aristocratique Apor.

## Biographie
Né en 1676, il perd prématurément son père. Il commence ses études en 1686 à Kolozsvár puis les poursuit à l'Université catholique hongroise de Nagyszombat. En 1695-96, il obtient son doctorat en droit et arts libres. Il retourne en Transylvanie où il reste un fidèle partisan des Habsbourg.
En 1699, Léopold Ier le nomma comte (főispán) du comté de Küküllő (le poste administratif le plus élevé du comté hongrois). Il subit des pertes matérielles lors de la guerre d'Indépendance de Rákóczi. En 1704, il vit à Cronstadt après s'être enfui en Valachie. En 1706, il revient et se joint à la révolution. En 1707, le colonel Graven le capture et il est placé en détention pendant 2 ans. En 1707, il obtient un pardon et est nommé juge royal de Háromszék. En 1713, il reçoit le titre de comte (comte héréditaire, faisant partie de l'aristocratie, titre unique).
Il fuit une épidémie et s'installe à Galați où il demeure quelques années. En 1744, il est nommé à Vienne « consultant principal de la cour » et reçoit du roi Charles III un collier en or. Il n'occupe pas son nouveau poste et reste en Transylvanie.

## Ouvrages
- Metamorphosis Transylvaniae, publiée en 1736 ;
- Lusus mundi et ejusdem actus Scenicus, prout in humillima familia Aporiana ab exitu quidem ex Scythia non interrompue série nobilis, sic in reliquis eidem sangvine junctis inclitis familiis, opere et veritate. Anno 1727. Synopsis mutationum notabiliorum aetate mea en Transylvanie et progressus vitae meae. publié en 1727 [1] ;
- Syntagma et syllabus vivorum et mortuorum aetate mea, qui memoriam non fugerunt, non publié ;
- Manuscrit sur les animaux sauvages de Transylvanie